# 現代ハイスコ
現代ハイスコ（ヒュンダイハイスコ、朝鮮語：현대하이스코、英語：Hyundai Hysco）は、大韓民国（韓国）に存在した鉄鋼メーカーである。
韓国の自動車メーカー・現代自動車の傘下で、現代-起亜自動車グループの一員。1975年設立。当初は京一工業という社名であったが、1980年に現代鋼管に社名を変更した。現在の社名となったのは2001年からである。
自動車や家電、建築物などに使用される冷延鋼板およびめっき鋼板と、配管用や構造用などの鋼管を製造する。製造拠点は、本社所在地でもある鋼管工場の蔚山工場（蔚山広域市）、鋼板工場の順天工場（全羅南道順天市）および唐津工場（忠清南道唐津市）の3か所を持つ。
日本の鉄鋼メーカー・JFEスチールが株式の約13%を保有している。同社とは2000年から、冷延鋼板の素材である熱延鋼板の供給と、冷延鋼板に関する技術供与で提携している。
2015年7月1日付で、現代製鉄と合併した。